# Tsaghkunk (Gegharkunik)
Tsaghkunk es una localidad del raión de Seván, en la provincia de Gegharkunik, Armenia, con una población censada en octubre de 2011 de 901 habitantes. 
Se encuentra ubicada al noroeste de la provincia, cerca de la costa noroccidental del lago Seván y de la frontera con las provincias de Kotayk' y Tavush.